# Diecéze Altamura-Gravina-Acquaviva delle Fonti
Diecéze Altamura-Gravina-Acquaviva delle Fonti je diecéze římskokatolické církve, nacházející se v Itálii.

## Území
Diecéze zahrnuje 6 měst Apulie: Altamura, Gravina in Puglia, Acquaviva delle Fonti, Santeramo in Colle, Poggiorsini a Spinazzola. Rozděluje se do 40 farností. K roku 2012 měla 168 500 věřících, 69 diecézních kněží, 22 řeholních kněží, 11 trvalých jáhnů, 24 řeholníků a 160 řeholnic.
Biskupským sídlem je město Altamura, kde se nachází hlavní chrám katedrála Panny Marie Nanebevzaté.

## Historie
Na území této diecéze stála už v 5. století diecéze Aquaviva a roku 800 vznikla diecéze Gravina. Roku 1248 byla zřízena Územní prelatura Altamura.
Dne 30. září 1986 byla prelatura povýšena na diecézi a získala území diecéze Gravina a Územní prelatury Acquaviva delle Fonti.